# Loncbagoly
A loncbagoly (Calliergis ramosa) a rovarok (Insecta) osztályának a lepkék (Lepidoptera) rendjéhez, ezen belül a bagolylepkefélék (Noctuidae) családjához tartozó faj.

## Elterjedése
Közép- és Dél-Európában a dombos és hegyes élőhelyeket kedveli, sziklás domboldalakon és hegyoldalakon, a sziklás völgyekben fordul elő.

## Megjelenése
- lepke: A szárny fesztávolsága körülbelül 30 mm, az első szárnyak szürkés barnák, sötétbarna belső résszel, ami egy íves dudorral folytatódik a szárnyak közepe felé. A hátsó szárnyak a hímeknél fehérek, a nőstényeké szürkék.
- hernyó: a kifejlett hernyó színe barna

## Életmódja
- nemzedék:  két nemzedéke van, az első május-júniusban, a második augusztus-szeptemberben rajzik.
- hernyók tápnövényei: Loncfélék (Caprifoliaceae), általában az Ükörkelonc (Lonicera xylosteum)

## Fordítás
- Ez a szócikk részben vagy egészben  a   Geißblatt-Kappeneule című német Wikipédia-szócikk fordításán alapul.  Az eredeti cikk szerkesztőit annak laptörténete sorolja fel. Ez a jelzés csupán a megfogalmazás eredetét és a szerzői jogokat jelzi, nem szolgál a cikkben szereplő információk forrásmegjelöléseként.